# كيسي ميريل
كيسي ميريل (بالإنجليزية: Casey Merrill)‏ هو لاعب كرة قدم أمريكية أمريكي، ولد في 16 يوليو 1957 في أوكلاند في الولايات المتحدة.

## وصلات خارجية
- كيسي ميريل على موقع مرجع كرة القدم المحترفة.كوم (الإنجليزية)